# Yanmar Stadion
Yanmar Stadion – wielofunkcyjny stadion w mieście Almere w Holandii. Najczęściej używany jest jako stadion piłkarski, a swoje mecze rozgrywa na nim drużyna Almere City FC. Stadion może pomieścić 4501 widzów, a swoją pierwszą nazwę (Kras Stadion) zawdzięcza prezesowi klubu. Obiekt został wybudowany w 2005 roku.
Od lipca 2015 nosi obecną nazwę.